# 노베잠키구

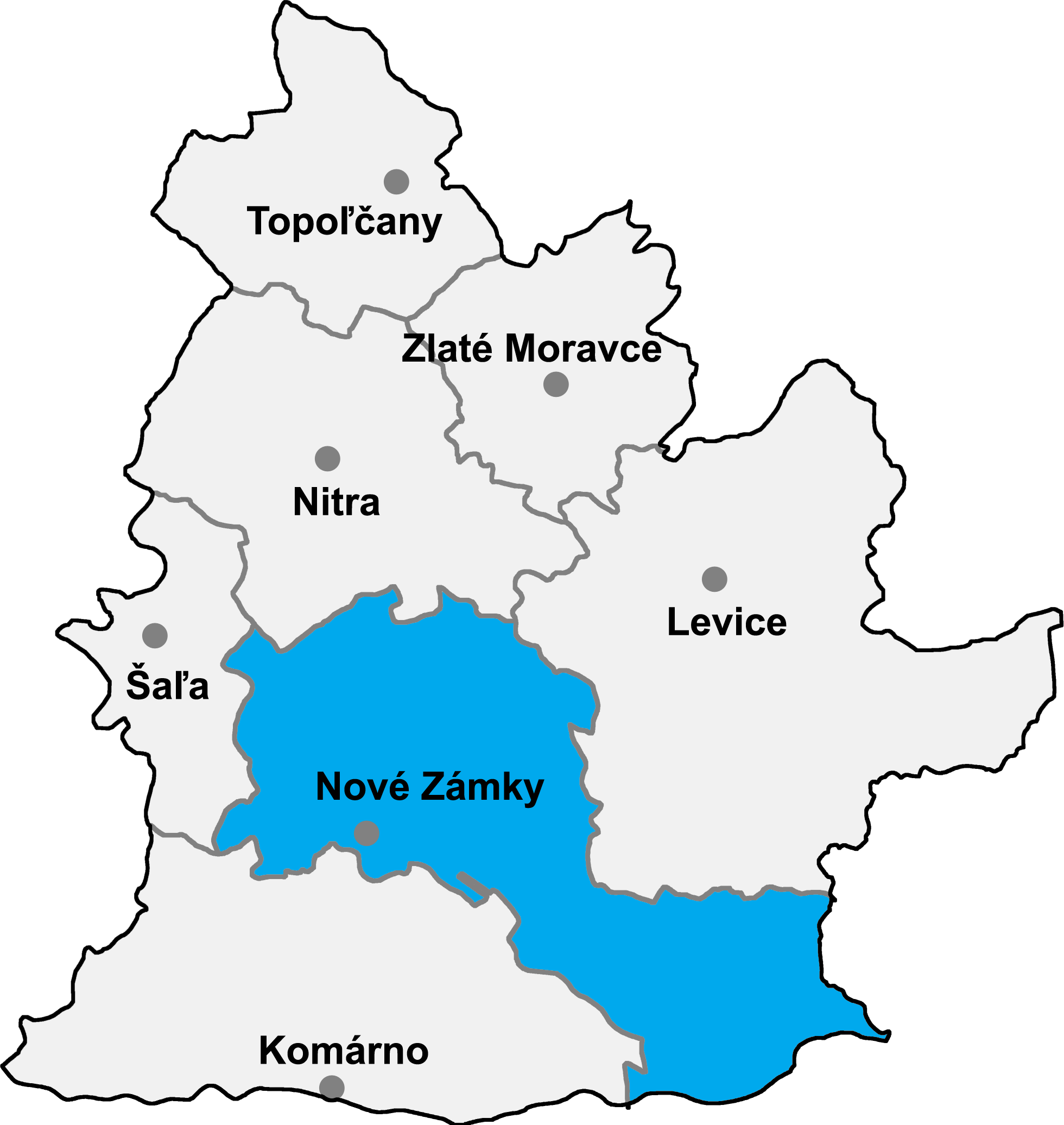
노베잠키구의 위치

노베잠키구(슬로바키아어: Okres Nové Zámky)는 슬로바키아 니트라주를 구성하는 7개 구 가운데 하나로 행정 중심지는 노베잠키이며 면적은 1,347.06km2, 인구는 142,317명(2014년 기준), 인구 밀도는 105.65명/km2이다.
니트라주 중남부에 위치하며 62개 지방 자치체(3개 시, 59개 마을)를 관할한다. 동쪽으로는 레비체구, 북쪽으로는 니트라구, 서쪽으로는 샬랴구, 남쪽으로는 코마르노구와 접하며 남동쪽으로는 헝가리와 국경을 접한다.